# Harald Ibach
Harald P. W. Ibach (* 15. April 1941 in Rheine) ist ein deutscher Festkörperphysiker.

## Leben und Wirken
Ibach wurde 1969 in Aachen mit seiner Dissertation: Thermische Ausdehnung von Silizium und Zinkoxid promoviert und habilitierte sich 1972 in Aachen mit seiner Habilitationsschrift: Low energy electron spectroscopy – a tool for studies of surface vibrations. Ab 1975 war er zunächst Dozent und anschließend ordentlicher Professor an der RWTH Aachen sowie Direktor des Instituts für Schichten und Grenzflächen, Lehrstuhl für Experimentalphysik IV A in Jülich. Er ist zurzeit (2017) Gastwissenschaftler am Peter Grünberg Institut des Forschungszentrums Jülich.
Er befasst sich mit Oberflächenphysik von Festkörpern und spektroskopischen Methoden dazu Elektronenenergieverlustspektroskopie, dünnen Schichten, Adsorption und Reaktion von Gasen an Oberflächen, Schwingungsspektroskopie an Oberflächen.
Mit Hans Lüth ist er Verfasser eines deutschen Standardlehrbuchs zur Festkörperphysik.
1992 erhielt er den CMD Europhysics Prize und 1986 den Medard W. Welch Award.

## Schriften (Auswahl)
- als Herausgeber: Electron Spectroscopy for Surface Analysis, Springer 1977
- Zur Physik und Chemie der Festkörperoberfläche, Rheinisch-Westfälische Akademie der Wissenschaften, Vorträge Nr. 309, Opladen: Westdeutscher Verlag 1982
- mit Douglas L. Mills: Electron Energy Loss Spectroscopy and Surface Vibrations, Academic Press 1982
- mit Hans Lüth: Festkörperphysik. Einführung in die Grundlagen, Springer, 1981, 7. Auflage 2009
  - Solid State Physics. An Introduction to the Principles of Materials Science, Englische Übersetzung, Springer 1996, 4. Auflage 2009
- Electron Energy Loss Spectrometers, Springer 1991
- Physics of Surfaces and Interfaces, Springer 2006